# Mujer de Österöd
La Mujer de Österöd, en sueco Kvinnan från Österöd, es el nombre dado al esqueleto femenino hallado en 1903 en Österöd, municipio de Lysekil, en la provincia de Västra Götaland. Fue fechado en 2007 y se cree que es el esqueleto más antiguo encontrado en Escandinavia, al datar de alrededor del 8.200 a. C. Se sospecha un entierro. La mujer tenía como mínimo 60, y más probablemente de 84 a 88 años al momento del deceso y medía 1,70 m de altura.